# Enigmística

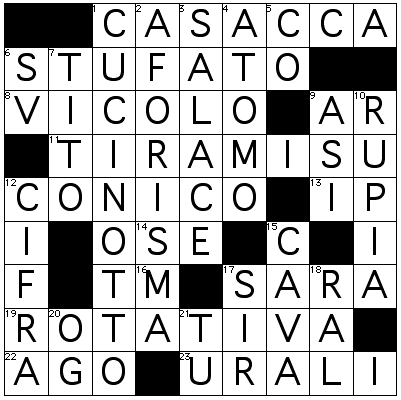
Crucigrama resuelto.

La enigmística es el arte de componer y resolver juegos enigmísticos, esto es, aquellos que requieren adivinar una o más palabras mediante la ayuda de otra palabra y/o símbolo.
Por ejemplo, una adivinanza es un juego enigmístico porque requiere el adivinar una palabra (el objeto descrito ambiguamente) mediante una descripción formulada con palabras; también es un juego enigmístico un crucigrama porque requiere reconstruir un entramado de palabras solo mediante la definición dada y la comparación entre las palabras individuales.
Desde los Aenigmata del poeta latino Celio Sinfosio, a fines del siglo IV d. C., se han ido componiendo adivinanzas o enigmas para amenizar las veladas con ejercicios de ingenio
- Datos: Q3725412